# 潘隱
潘隱（？—？），東漢末年政治人物，宦官蹇碩所屬的上軍司馬，與大將軍何進私交甚厚。曾密告何進，蹇碩要殺他的陰謀。漢靈帝駕崩後，告知何進：「帝已崩。今蹇碩與十常侍商議，秘不發喪，矯詔宣何國舅入宮，欲絕後患，冊立皇子協為帝。」因而使蹇碩等人之策劃告吹。
潘隱平時素與中常侍趙忠幼弟趙淳交好，袁紹等人入宮屠殺宦官之時，趙淳隨其依托於何太后左右，而得身免。